# Mistrzostwa Europy w Piłce Nożnej 2000 (eliminacje)
W eliminacjach do Mistrzostw Europy w Piłce Nożnej 2000 wzięło udział 49 reprezentacji narodowych. Do mistrzostw zakwalifikowało się 9 zespołów, które zajęły pierwsze miejsca w grupach, najlepszy zespół, który zajął drugie miejsce w grupie oraz cztery zespoły z drugich miejsc w grupach, które wywalczyły udział w turnieju w barażach.
Reprezentacja Belgii i Holandii, jako gospodarze, mieli zapewniony udział w turnieju.

## Podział na koszyki
Podział ustalono 18 stycznia 1998 roku w Gandawie w Belgii. Niemcy jako zwycięzcy poprzedniej edycji mistrzostw Europy zostali rozstawieni w koszyku pierwszym. Reszta drużyn została podzielona na podstawie punktów w kwalifikacjach do Euro 1996 oraz mundialu w 1998 roku.
| Koszyk 1                                                                                   | Koszyk 2                                                                                   | Koszyk 3                                                                                     | Koszyk 4                                                                                                  | Koszyk 5 |
| ------------------------------------------------------------------------------------------ | ------------------------------------------------------------------------------------------ | -------------------------------------------------------------------------------------------- | --- | --- |
| - Niemcy - Hiszpania - Rumunia - Rosja - Anglia - Szkocja - Jugosławia - Włochy - Norwegia | - Bułgaria - Chorwacja - Dania - Portugalia - Austria - Francja - Czechy - Turcja - Grecja | - Irlandia - Szwajcaria - Szwecja - Litwa - Ukraina - Słowacja - Finlandia - Izrael - Gruzja | - Polska - Węgry - Irlandia Północna - Bośnia i Hercegowina - Łotwa - Macedonia - Cypr - Walia - Islandia | - Białoruś - Słowenia - Armenia - Albania - Wyspy Owcze - Luksemburg - Mołdawia - Azerbejdżan - Estonia - Malta - Liechtenstein - San Marino - Andora |

## Grupy
Legenda
Pkt – punkty
M – mecze
Z – zwycięstwa
P – porażki
R – remisy
Br+ – bramki strzelone
Br- – bramki stracone
+/- – różnica bramek

### Grupa 1
| Lp. | Drużyna    | M | Mecze | Mecze | Mecze | Bramki | Bramki | Bramki | Pkt |
| Lp. | Drużyna    | M | W     | R     | P     | +      | −      | +/−    | Pkt |
| --- | ---------- | - | ----- | ----- | ----- | ------ | ------ | ------ | --- |
| 1.  | Włochy     | 8 | 4     | 3     | 1     | 13     | 5      | +8     | 15  |
| 2.  | Dania      | 8 | 4     | 2     | 2     | 11     | 8      | +3     | 14  |
| 3.  | Szwajcaria | 8 | 4     | 2     | 2     | 9      | 5      | +4     | 14  |
| 4.  | Walia      | 8 | 3     | 0     | 5     | 7      | 16     | −9     | 9   |
| 5.  | Białoruś   | 8 | 0     | 3     | 5     | 4      | 10     | −6     | 3   |

### Grupa 2
| Lp. | Drużyna  | M  | Mecze | Mecze | Mecze | Bramki | Bramki | Bramki | Pkt |
| Lp. | Drużyna  | M  | W     | R     | P     | +      | −      | +/−    | Pkt |
| --- | -------- | -- | ----- | ----- | ----- | ------ | ------ | ------ | --- |
| 1.  | Norwegia | 10 | 8     | 1     | 1     | 21     | 9      | +12    | 25  |
| 2.  | Słowenia | 10 | 5     | 2     | 3     | 12     | 14     | −2     | 17  |
| 3.  | Grecja   | 10 | 4     | 3     | 3     | 13     | 8      | +5     | 15  |
| 4.  | Łotwa    | 10 | 3     | 4     | 3     | 13     | 12     | +1     | 13  |
| 5.  | Albania  | 10 | 1     | 4     | 5     | 8      | 14     | −6     | 7   |
| 6.  | Gruzja   | 10 | 1     | 2     | 7     | 8      | 18     | −10    | 5   |

### Grupa 3
| Lp. | Drużyna           | M | Mecze | Mecze | Mecze | Bramki | Bramki | Bramki | Pkt |
| Lp. | Drużyna           | M | W     | R     | P     | +      | −      | +/−    | Pkt |
| --- | ----------------- | - | ----- | ----- | ----- | ------ | ------ | ------ | --- |
| 1.  | Niemcy            | 8 | 6     | 1     | 1     | 20     | 4      | +16    | 19  |
| 2.  | Turcja            | 8 | 5     | 2     | 1     | 15     | 16     | −1     | 17  |
| 3.  | Finlandia         | 8 | 3     | 1     | 4     | 13     | 13     | 0      | 10  |
| 4.  | Irlandia Północna | 8 | 1     | 2     | 5     | 4      | 19     | −15    | 5   |
| 5.  | Mołdawia          | 8 | 0     | 4     | 4     | 7      | 17     | −10    | 4   |

### Grupa 4
| Lp. | Drużyna  | M  | Mecze | Mecze | Mecze | Bramki | Bramki | Bramki | Pkt |
| Lp. | Drużyna  | M  | W     | R     | P     | +      | −      | +/−    | Pkt |
| --- | -------- | -- | ----- | ----- | ----- | ------ | ------ | ------ | --- |
| 1.  | Francja  | 10 | 6     | 3     | 1     | 17     | 10     | +7     | 21  |
| 2.  | Ukraina  | 10 | 5     | 5     | 0     | 14     | 4      | +10    | 20  |
| 3.  | Rosja    | 10 | 6     | 1     | 3     | 22     | 10     | +12    | 19  |
| 4.  | Islandia | 10 | 4     | 3     | 3     | 12     | 5      | +7     | 15  |
| 5.  | Armenia  | 10 | 2     | 2     | 6     | 8      | 15     | −7     | 8   |
| 6.  | Andora   | 10 | 0     | 0     | 10    | 3      | 28     | −25    | 0   |

### Grupa 5
| Lp. | Drużyna    | M | Mecze | Mecze | Mecze | Bramki | Bramki | Bramki | Pkt |
| Lp. | Drużyna    | M | W     | R     | P     | +      | −      | +/−    | Pkt |
| --- | ---------- | - | ----- | ----- | ----- | ------ | ------ | ------ | --- |
| 1.  | Szwecja    | 8 | 7     | 1     | 0     | 10     | 1      | +9     | 22  |
| 2.  | Anglia     | 8 | 3     | 4     | 1     | 14     | 4      | +10    | 13  |
| 3.  | Polska     | 8 | 4     | 1     | 3     | 12     | 8      | +4     | 13  |
| 4.  | Bułgaria   | 8 | 2     | 2     | 4     | 6      | 8      | −2     | 8   |
| 5.  | Luksemburg | 8 | 0     | 0     | 8     | 2      | 23     | −21    | 0   |

### Grupa 6
| Lp. | Drużyna    | M | Mecze | Mecze | Mecze | Bramki | Bramki | Bramki | Pkt |
| Lp. | Drużyna    | M | W     | R     | P     | +      | −      | +/−    | Pkt |
| --- | ---------- | - | ----- | ----- | ----- | ------ | ------ | ------ | --- |
| 1.  | Hiszpania  | 8 | 7     | 0     | 1     | 42     | 5      | +37    | 21  |
| 2.  | Izrael     | 8 | 4     | 1     | 3     | 25     | 9      | +16    | 13  |
| 3.  | Austria    | 8 | 4     | 1     | 3     | 19     | 20     | −1     | 13  |
| 4.  | Cypr       | 8 | 4     | 0     | 4     | 12     | 21     | −9     | 12  |
| 5.  | San Marino | 8 | 0     | 0     | 8     | 1      | 44     | −43    | 0   |

### Grupa 7
| Lp. | Drużyna       | M  | Mecze | Mecze | Mecze | Bramki | Bramki | Bramki | Pkt |
| Lp. | Drużyna       | M  | W     | R     | P     | +      | −      | +/−    | Pkt |
| --- | ------------- | -- | ----- | ----- | ----- | ------ | ------ | ------ | --- |
| 1.  | Rumunia       | 10 | 7     | 3     | 0     | 25     | 3      | +22    | 24  |
| 2.  | Portugalia    | 10 | 7     | 2     | 1     | 32     | 4      | +28    | 23  |
| 3.  | Słowacja      | 10 | 5     | 2     | 3     | 12     | 9      | +3     | 17  |
| 4.  | Węgry         | 10 | 3     | 3     | 4     | 14     | 10     | +4     | 12  |
| 5.  | Azerbejdżan   | 10 | 1     | 1     | 8     | 6      | 26     | −20    | 4   |
| 6.  | Liechtenstein | 10 | 1     | 1     | 8     | 2      | 39     | −37    | 4   |

### Grupa 8
| Lp. | Drużyna    | M | Mecze | Mecze | Mecze | Bramki | Bramki | Bramki | Pkt |
| Lp. | Drużyna    | M | W     | R     | P     | +      | −      | +/−    | Pkt |
| --- | ---------- | - | ----- | ----- | ----- | ------ | ------ | ------ | --- |
| 1.  | Jugosławia | 8 | 5     | 2     | 1     | 18     | 8      | +10    | 17  |
| 2.  | Irlandia   | 8 | 5     | 1     | 2     | 14     | 6      | +8     | 16  |
| 3.  | Chorwacja  | 8 | 4     | 3     | 1     | 13     | 9      | +4     | 15  |
| 4.  | Macedonia  | 8 | 2     | 2     | 4     | 13     | 14     | −1     | 8   |
| 5.  | Malta      | 8 | 0     | 0     | 8     | 6      | 27     | −21    | 0   |

### Grupa 9
| Lp. | Drużyna              | M  | Mecze | Mecze | Mecze | Bramki | Bramki | Bramki | Pkt |
| Lp. | Drużyna              | M  | W     | R     | P     | +      | −      | +/−    | Pkt |
| --- | -------------------- | -- | ----- | ----- | ----- | ------ | ------ | ------ | --- |
| 1.  | Czechy               | 10 | 10    | 0     | 0     | 26     | 5      | +21    | 30  |
| 2.  | Szkocja              | 10 | 5     | 3     | 2     | 15     | 10     | +5     | 18  |
| 3.  | Bośnia i Hercegowina | 10 | 3     | 2     | 5     | 14     | 17     | −3     | 11  |
| 4.  | Litwa                | 10 | 3     | 2     | 5     | 8      | 16     | −8     | 11  |
| 5.  | Estonia              | 10 | 3     | 2     | 5     | 15     | 17     | −2     | 11  |
| 6.  | Wyspy Owcze          | 10 | 0     | 3     | 7     | 4      | 17     | −13    | 3   |

### Ranking drużyn z 2. miejsc
Odliczono mecze z drużynami z 5. i 6. miejsc
| Grupa | Zespół     | M | W | R | P | G+ | G- | +/- | Pkt | Drużyna z 6 i 5 miejsca |
| ----- | ---------- | - | - | - | - | -- | -- | --- | --- | ----------------------- |
| 7     | Portugalia | 6 | 4 | 1 | 1 | 11 | 3  | +7  | 13  | i                       |
| 3     | Turcja     | 6 | 4 | 1 | 1 | 12 | 5  | +7  | 13  | Mołdawia                |
| 4     | Ukraina    | 6 | 2 | 4 | 0 | 6  | 4  | +2  | 10  | i                       |
| 8     | Irlandia   | 6 | 3 | 1 | 2 | 6  | 4  | +2  | 10  | Malta                   |
| 9     | Szkocja    | 6 | 3 | 1 | 2 | 9  | 8  | +1  | 10  | i                       |
| 1     | Dania      | 6 | 2 | 2 | 2 | 6  | 5  | -1  | 8   | Białoruś                |
| 6     | Izrael     | 6 | 2 | 1 | 3 | 12 | 9  | +3  | 7   | San Marino              |
| 5     | Anglia     | 6 | 1 | 4 | 1 | 5  | 4  | +1  | 7   | Luksemburg              |
| 2     | Słowenia   | 6 | 2 | 1 | 3 | 6  | 12 | -6  | 7   | i                       |

## Baraże o awans
| Drużyna 1                            | Wynik dwumeczu | Drużyna 2 | Pierwszy mecz | Drugi mecz |
| ------------------------------------ | -------------- | --------- | ------------- | ---------- |
| Szkocja                              | 1:2            | Anglia    | 0:2           | 1:0        |
| Izrael                               | 0:8            | Dania     | 0:5           | 0:3        |
| Słowenia                             | 3:2            | Ukraina   | 2:1           | 1:1        |
| Irlandia                             | 1:1 (br. wyj.) | Turcja    | 1:1           | 0:0        |
| Po lewej gospodarz pierwszego meczu. |                |           |               |            |

## Zakwalifikowane zespoły
- Belgia
- Holandia
- Włochy
- Norwegia
- Niemcy
- Francja
- Szwecja
- Hiszpania
- Rumunia
- Jugosławia
- Czechy
- Portugalia
- Anglia
- Dania
- Słowenia
- Turcja

## Strzelcy

### 11 goli
- Raúl

### 9 goli
- Zlatko Zahovič

### 8 goli
- João Pinto

### 7 goli
- Oliver Bierhoff

### 6 goli
- Alan Shearer
- Elvir Baljić
- Jan Koller
- Ismael Urzaiz
- Rui Costa
- Ricardo Sá Pinto
- Walerij Karpin

### 5 goli
- Paul Scholes
- Ivica Vastić
- Patrik Berger
- Fernando Hierro
- Robbie Keane
- Alon Mizrachi
- Tore André Flo
- Ole Gunnar Solskjær
- Adrian Ilie
- Tayfur Havutçu
- Serhij Rebrow

### 4 gole
- Elvir Bolić
- Davor Šuker
- Milenko Špoljarić
- Luis Enrique
- Joseba Etxeberria
- Josi Benajun
- Chajjim Rewiwo
- Savo Milošević
- Steffen Iversen
- Władimir Biesczastnych
- Wiktor Onopko
- Viorel Moldovan
- Hakan Şükür
- Vilmos Sebők

### 3 gole
- Alban Bushi
- Tigran Jesajan
- Christian Mayrleb
- Pavel Nedvěd
- Vladimír Šmicer
- Andres Oper
- Sergei Terehhov
- Jonatan Johansson
- Joonas Kolkka
- Mixu Paatelainen
- Youri Djorkaeff
- Szota Arweladze
- Nikos Machlas
- Julen Guerrero
- Niall Quinn
- Predrag Mijatović
- Dejan Stanković
- Marians Pahars
- Andrejs Štolcers
- Valdas Ivanauskas
- Sasza Ḱiriḱ
- Artim Šakiri
- Marco Bode
- Ulf Kirsten
- Christian Ziege
- Tomasz Iwan
- Luís Figo
- Paulo Madeira
- Ionel Ganea
- Dorinel Munteanu
- Don Hutchison
- Henrik Larsson
- Stéphane Chapuisat
- Kubilay Türkyilmaz
- Arif Erdem
- Filippo Inzaghi

### 2 gole
- Igli Tare
- Steve McManaman
- Michael Owen
- Armen Szahgeldian
- Harald Cerny
- Eduard Glieder
- Andreas Herzog
- Hannes Reinmayr
- Qurban Qurbanov
- Zaur Tağızadə
- Walancin Bialkiewicz
- Zvonimir Boban
- Mario Stanić
- Davor Vugrinec
- Panajotis Engomitis
- Michalis Konstandinu
- Pavel Kuka
- Martin Jørgensen
- Brian Steen Nielsen
- Ebbe Sand
- Stig Tøfting
- Martin Reim
- Christophe Dugarry
- Sylvain Wiltord
- Zaza Dżanaszia
- Jorgos Jeorjadis
- Wasilis Tsiartas
- Fran
- César Martín
- Fernando Morientes
- Ríkharður Daðason
- Eyjólfur Sverrisson
- Gary Breen
- Roy Keane
- Ejal Berkowic
- Nadżwan Ghurajjib
- Awi Nimni
- Albert Nađ
- Dragan Stojković
- Vitālijs Astafjevs
- Mihails Zemļinskis
- Tomas Ramelis
- Risto Bożinow
- David Carabott
- Igor Oprea
- Øyvind Leonhardsen
- Kjetil Rekdal
- Jerzy Brzęczek
- Sylwester Czereszewski
- Pauleta
- Abel Xavier
- Aleksandr Panow
- Gheorghe Hagi
- Laurențiu Dumitru Roșu
- Peter Dubovský
- Martin Fabuš
- Vladimír Labant
- Róbert Tomaschek
- Milenko Ačimovič
- Niclas Alexandersson
- Johan Mjällby
- Oktay Derelioğlu
- Andrij Husin
- Serhij Popow
- Andrij Szewczenko
- Serhij Skaczenko
- Béla Illés
- Alessandro Del Piero
- Diego Fuser

### 1 gol
- Bledar Kola
- Devi Muka
- Altin Rraklli
- Jesús Lucendo
- Justo Ruiz
- Juli Sánchez
- Gareth Southgate
- Garnik Awalian
- Karapet Mikajelian
- Artur Petrosjan
- Martin Amerhauser
- Martin Hiden
- Mirbağır İsayev
- Vyaçeslav Lıçkin
- Wasil Baranau
- Siarhiej Hurenka
- Sergej Barbarez
- Meho Kodro
- Muhamed Konjić
- Marko Topić
- Danieł Borimirow
- Rumen Christow
- Iwajło Jordanow
- Georgi Markow
- Iwajło Petkow
- Christo Stoiczkow
- Alen Bokšić
- Dario Šimić
- Zvonimir Soldo
- Marios Christodulu
- Kostas Kosta
- Siniša Gogić
- Wasos Melanarkitis
- Miroslav Baranek
- Michal Horňák
- Karel Poborský
- Tomáš Řepka
- Pavel Verbíř
- Søren Frederiksen
- Jan Heintze
- Allan Nielsen
- Ole Tobiasen
- Morten Wieghorst
- Argo Arbeiter
- Sergei Hohlov-Simson
- Urmas Kirs
- Raio Piiroja
- Maksim Smirnov
- Kristen Viikmäe
- Sami Hyypiä
- Jari Litmanen
- Janne Salli
- Hannu Tihinen
- Nicolas Anelka
- Alain Boghossian
- Vincent Candela
- Lilian Laslandes
- Frank Leboeuf
- Emmanuel Petit
- Robert Pires
- David Trezeguet
- Zinedine Zidane
- Arczil Arweladze
- Micheil Kawelaszwili
- Temur Kecbaia
- Kostas Frantzekos
- Nikos Liberopulos
- Dimitris Mawrojenidis
- Demis Nikolaidis
- Andreas Niniadis
- Marinos Uzunidis
- Gaizka Mendieta
- Denis Irwin
- Mark Kennedy
- Steve Staunton
- Iain Dowie
- Neil Lennon
- Keith Rowland
- Jeff Whitley
- Steinar Adolfsson
- Eiður Guðjohnsen
- Þórður Guðjónsson
- Brynjar Gunnarsson
- Hermann Hreiðarsson
- Rúnar Kristinsson
- Lárus Sigurðsson
- Josi Abukasis
- Walid Badir
- Tal Banin
- Allon Chazzan
- Nir Siwilia
- Ljubinko Drulović
- Darko Kovačević
- Dejan Savićević
- Mario Frick
- Martin Telser
- Virginijus Baltušnikas
- Artūras Fomenka
- Darius Maciulevičius
- Marc Birsens
- Jean-Pierre Vanek
- Imants Bleidelis
- Igors Stepanovs
- Māris Verpakovskis
- Ǵorǵi Christow
- Igor Nikołowski
- Dżewdet Szainowski
- Goran Stawrewski
- Srǵan Zahariewski
- Brian Said
- Nicky Saliba
- Paul Sixsmith
- Hubert Suda
- Sergiu Epureanu
- Vladimir Gaidamașciuc
- Alexandru Guzun
- Gheorghe Stratulat
- Ion Testemițanu
- Jens Jeremies
- Oliver Neuville
- Mehmet Scholl
- Henning Berg
- Ståle Solbakken
- Tomasz Hajto
- Andrzej Juskowiak
- Rafał Siadaczka
- Mirosław Trzeciak
- Artur Wichniarek
- Capucho
- Sérgio Conceição
- Dmitrij Aleniczew
- Ilja Cymbałar
- Aleksandr Mostowoj
- Jegor Titow
- Jewgienij Warłamow
- Igor Janowski
- Liviu Ciobotariu
- Cătălin Munteanu
- Florentin Petre
- Gheorghe Popescu
- Ion Vlădoiu
- Andy Selva
- Miroslav Karhan
- Ľubomír Moravčík
- Szilárd Németh
- Miroslav Sovič
- Aleksander Knavs
- Milan Osterc
- Miran Pavlin
- Sašo Udovič
- Patrick Bühlmann
- Sébastien Fournier
- Alexandre Rey
- Ogün Temizkanoğlu
- Sergen Yalçın
- Jurij Dmytrulin
- Witalij Kosowski
- Władysław Waszczuk
- Craig Bellamy
- Chris Coleman
- Ryan Giggs
- John Robinson
- Dean Saunders
- Kit Symons
- Ady Williams
- Pál Dárdai
- Gábor Egressy
- Miklós Fehér
- János Hrutka
- István Pisont
- József Sebők
- Thomas Sowunmi
- Enrico Chiesa
- Antonio Conte
- Paolo Maldini
- Hans Fróði Hansen
- John Petersen

### Gole samobójcze
- Arnold Wetl (dla Hiszpanii)
- Mirsad Hibić (dla Estonii)
- Sergei Hohlov-Simson (dla Szkocji)
- Janek Meet (dla Czech)
- Fernando Hierro (dla Austrii)
- Steve Morrow (dla Niemiec)
- Ríkharður Daðason (dla Francji)
- Modestus Haas (dla Rumunii)
- Boban Babunski (dla Jugosławii)
- Jurij Kowtun (dla Islandii)
- Mirco Gennari (dla Hiszpanii)
- Mauro Valentini (dla Izraela)
- Rudi Istenič (dla Norwegii)
- Matt Elliott (dla Czech)